# 国家通用手语词典
《国家通用手语词典》是中国大陆地区发行的一套规范性手语词典。

## 编撰背景
2015年10月13日，中国残联发布《国家手语和盲文规范化行动计划（2015—2020年）》 ，并将在这五年内有序规范手语和盲文。
1995年出版的中国手语、后续的《中国手语》（修订版）以及《计算机专业手语》《体育专业手语》《理科专业手语》《美术专业手语》缺少田野调查，导致动作偏离手语自身的特点；仅有词汇没有语法；而且随着时代的发展，产生了一系列新事物，并逐步融入日常生活中，新词汇的表示方法需要规范化。
《中国残疾人事业“十二五”发展纲要》指出要将手语研究与推广纳入国家语言文字工作规划。建立手语、盲文研究机构，规范、推广国家通用手语。
自1958年7月29日成立聋人手语改革委员会起，中国手语规范化工作就开始了。各地手语有地方性，即地区内聋人无障碍交流，地区间聋人交流障碍。手语统一化就显得极为迫切。而原《中国手语》自身的缺陷也显得编撰更为先进、更为现代化的手语工具书的必要。

## 创作过程
- 调研（2011年4月至2011年12月）：在全国18个省对948名成年聋人、2709名聋人工作者进行问卷调查，了解手语使用现状以及对开展手语研究的意见[10]。

- 立项实施（2011年12月至2015年12月）：集中选词、动作讨论、语料采集分析，建立语料库和句法数据库，形成手语试点方案和语法例举初稿[10][11]。

- 试点（2016年1月至2017年8月）：在全国18所招收聋生的学校[12]、15个省级聋协进行试点[13][14][15][16][17]，向境内外手语语言学专家、学者征求意见[10][18]。
- 完善（2017年9月至2018年6月）：分析各方面建议，进行进一步修订与完善[10]。
- 《国家通用手语常用词表》于2017年12月作为语言文字规范问世，并于同年7月1日执行[10][19][20]。
- 《国家通用手语词典》（即本书）在《国家通用手语常用词表》的基础之上进一步丰富内容后出版[10]。

## 内容
| 册别 | 主要内容         | 主要内容         |
| ---- | ---------------- | ---------------- |
| 1    | 汉语手指字母方案 | 汉语手指字母方案 |
| 1    | 手语国歌         |                  |
| 1    | 正文             | A~F              |
| 2    | 正文             | G~M              |
| 3    | 正文             | N~X              |
| 4    | 正文             | Y~其他           |
| 4    | 手语语法特点例举 |                  |
| 4    | 汉语拼音音节索引 |                  |
| 4    | 笔画索引         |                  |

### 正文
收录8214个词汇。保留约定俗成、广泛认可的词汇，去除早已过时、没有被广泛认可的词汇，修改不符合聋人表达习惯的动作，降低手指字母的使用频率，添加新词新事物。

### 汉语手指字母方案（GF 0021 --2019）
代替1963 年12 月29 日发布施行的原方案。保持了原方案简单、清楚、形象、通俗的基本设计原则，吸收现代语言学和手语语言学的理论成果，根据手指字母使用实践中发现的问题进行针对性修订。

### 《中华人民共和国国歌》国家通用手语方案（GF 0024 -- 2020）
由国家语委语言文字规范标准审定委员会于2020年9月审定通过，2021年3月1日起正式实施，并在全国政协十三届四次会议的闭幕会上、北京2022年冬季残疾人奥林匹克运动会闭幕式上等一系列重要场合上亮相。

## 所获奖项

### App
2020年12月15日，入选新闻出版署2020年度数字出版精品遴选推荐计划。

### 纸媒
2021年7月29日，入选“第五届中国出版政府奖”提名奖。